# ادوارد ثورندایک
ادوارد لی ثورندایک (به انگلیسی: Edward Lee Thorndik) در سال ۱۸۷۴ در ایالات متحده به دنیا آمد و در سال ۱۹۴۹ میلادی درگذشت. او یکی از مهم‌ترین پژوهشگران در تدوین روانشناسی حیوانی بود. فعالیت‌هایش در روانشناسی تطبیقی و فرایندهای یادگیری وی را به سمت نظریه پیوندگرایی سوق دارد. وی به وسیلهٔ روش علمی‌اش پایه‌گذار روانشناسی تربیتی مدرن شد. در نظرسنجی مجله مروری بر روانشناسی عمومی در سال ۲۰۰۲، ثرندایک نهمین روانشناسی که بیشترین استناد به آثارش شده‌است، انتخاب شد.
او نظریه عینی و ماشینی یادگیری را تدوین کرد که بر رفتار آشکار تأکید می‌ورزید. او بر این باور بود که روانشناسی باید رفتار را مطالعه کند نه عناصر ذهنی یا تجربه هوشیار را در هر شکل که باشد.
ثورندایک پیوندگرایی را که یک رویکرد آزمایشی به تداعی گرایی بود و از دیدگاه‌های سنتی بسیار فاصله داشت به وجود آورد.
ادوراد ثرندایک در ۹ اگوست ۱۹۴۹ در نیویورک درگذشت.

## قانون اثر ثورندایک

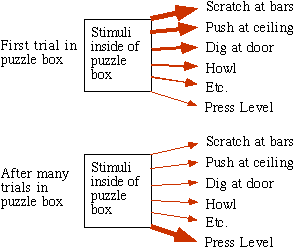
در ابتدا پاسخ‌های گربه عمدتاً غریزی بود؛ اما با گذشت زمان، پاسخ فشردن اهرم تقویت، و پاسخ‌های دیگر تضعیف شدند.

ادوارد ثوراندیک، در اواخر قرن نوزدهم، از طریق آزمایش‌های معروف خود با گربه نشان داد که چگونه جانور به تدریج از طریق آزمایش و خطا یادمی‌گیرد. هنگامی که گربه در قفس‌های موسوم به جعبهٔ معما، قرار می‌گرفت، برای رسیدن به غذا رفتارهایی انجام می‌داد؛ ولی وقتی کوشش‌هایی منجر به غذا می‌شدند، میزان خطای حیوان کاهش می‌یافت تا جایی که بدون هیچ کوشش اضافی موفّق می‌شد به غذا دست یابد.
بنابراین وقتی پاداشی بلافاصله به دنبال یکی از رفتارها بیاید، یادگیری عمل قوی‌تر می‌شود. ثرندایک این نیرومند شدن را قانون اثر (به انگلیسی: Law of Effect) نامید.

## ٌُآثار ثورندایک[۲]
- روانشناسی آموزشی (۱۹۰۳)
- مقدمه‌ای بر نظریه‌ی سنجش ذهنی و اجتماعی (۱۹۰۴)
- عناصر روانشناسی (۱۹۰۵)
- هوش حیوانات (۱۹۱۱)